# دبیرستان مادولینیم
دبیرستان مادولینیم یک مدرسه آموزش متوسطه در پونلانگاس، مادولینیم، ایالت پوناپی، ایالات فدرال میکرونزی است. این مدرسه در سال ۲۰۱۸ با نزدیک به ۴۰۰ دانش‌آموز، توسط وزارت آموزش و پرورش ایالت پوناپی اداره می‌شد.